# Platynectes deletus
Platynectes deletus är en skalbaggsart som beskrevs av Régimbart 1899. Platynectes deletus ingår i släktet Platynectes och familjen dykare. Inga underarter finns listade i Catalogue of Life.